# フロリアン・レオポルト・ガスマン

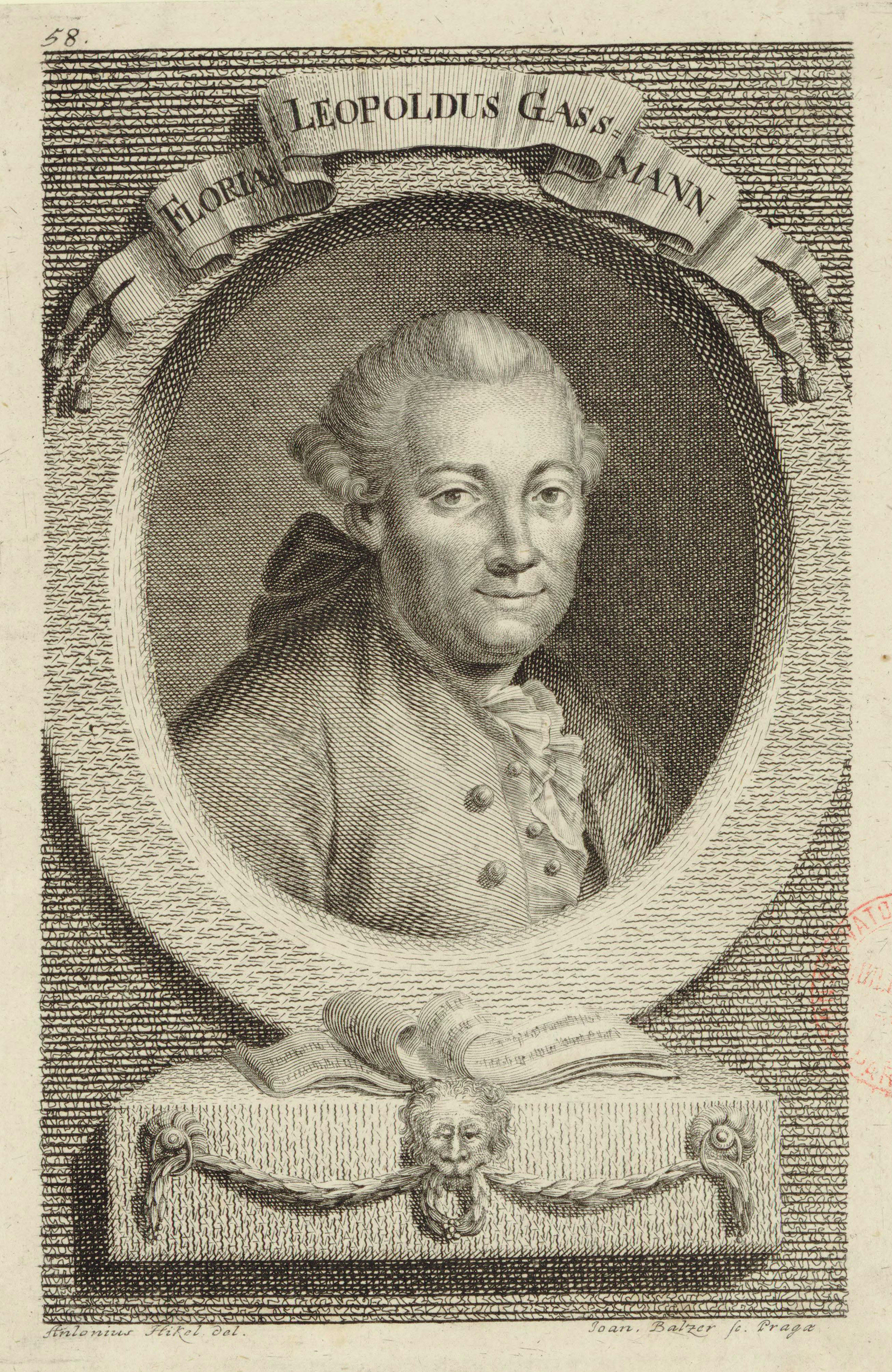
ガスマンの肖像画

フロリアン・レオポルト・ガスマン（Florian Leopold Gassmann、1729年5月3日 - 1774年1月20日）は、ボヘミア出身のドイツ人の作曲家。現在ではその作品はほとんど忘れ去られているが、ウィーン古典派の先蹤となる18世紀ウィーンの主要なオペラ作家のひとりであり、ウィーンの宮廷楽長をつとめた。

## 生涯
ガスマンは今のモスト（ドイツ語名ブリュクス）で生まれた。父親は金細工職人だった。はじめ同地のヨハン・ヴォボルシル（ヤン・ヴォボジル）から歌・ヴァイオリン・ハープの演奏を学んだ。ホムトフ（コモタウ）のイエズス会の教会学校で初期の音楽教育を受けたという説もある。ドイツ総合人物事典(ADB)によると12歳のときに父親が家業をガスマンに継がせようとしたが、ガスマンは実業に興味を持てずに家出し、ヴェネツィアで神父に拾われた後にボローニャに送られてマルティーニ師のもとで本格的に音楽を学んだ。ヴェネツィアに戻った後は女子修道院のオルガニストの職につき、その後彼の音楽的才能を知ったレオナルド・ヴェネリ伯爵の邸宅に住むようになったという。しかしながら新ドイツ人物事典(NDB)によるとこれらを実証するための文献が欠けている。
ガスマンは1757年に最初のオペラ『メロペ』（アポストロ・ゼーノの台本）をヴェネツィアの謝肉祭のために作曲したが、断片のみが残る。その後5年間毎年ヴェネツィアでオペラを作曲・上演している。
1763年、ガスマンはグルックの後継者としてウィーンの宮廷にバレエの作曲家として招かれた。1764年10月18日に2つのバレエを含むオペラ『オリンピーアデ』（メタスタージオの台本）がウィーンで上演された。ガスマンはヨーゼフ2世のお気に入りの作曲家だった。作曲家としては歌うような旋律と後期バロック音楽の対位法の技術を結合させ、オペラの人物の性格を音楽的に際だたせることによって、ウィーン古典派の先蹤としての重要な人物のひとりとなった。
1765年から翌年にかけてヴェネツィアに旅行し、このときにアントニオ・サリエリの才能を見出してウィーンに引きとり、彼に音楽教育を施した。
1771年には音楽家の未亡人や孤児を助けるための互助団体である音楽家協会 (Tonkünstler-Societät) をウィーンで創立した。この協会は年に2回コンサートを開催して資金を集めた。ガスマンはコンサートのために自らオラトリオ『救われたベトゥーリア』（La Betulia liberata、メタスタージオの台本）を作曲し、1772年3月29日の協会の最初の演奏会で200人以上の音楽家を集めて初演された。
1772年にロイターが没すると、その後継者としてウィーンの宮廷楽長に就任した。
1769年から翌年にかけてメタスタージオ台本のオペラ『エツィオ』を謝肉祭で作曲・上演するためにローマを訪れた。このとき同じボヘミア出身のヴァンハルと会って共同で作曲したと言われる。帰途に馬車の事故で負傷し、その後は長く健康を損ねた。1774年1月21日に水腫によってウィーンで没した。44歳だった。宮廷楽長の職はジュゼッペ・ボンノに引きつがれた。
ガスマンは1768年にバーバラ・ダムと結婚し、1人の息子（夭逝）と2人の娘があった。娘たちははじめカール・フリーベルト、のちにサリエリに音楽を学び、ともに歌手になった。

## 作品
ガスマンは22曲のオペラを書いた。そのほとんどはイタリアオペラであり、多くは喜劇である。ほかにミサ曲やレクイエム ハ短調などの教会音楽、シンフォニア、多数の室内楽曲などを書いている。